# Idionella tugana
Idionella tugana är en spindelart som först beskrevs av Chamberlin 1948.  Idionella tugana ingår i släktet Idionella och familjen täckvävarspindlar. Inga underarter finns listade i Catalogue of Life.